# Ernst Jünger

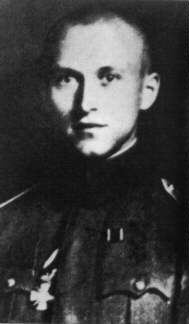
Ernst Jünger als soldaat tijdens de Eerste Wereldoorlog

Ernst Jünger (Heidelberg, 29 maart 1895 — Riedlingen, 17 februari 1998) was een Duits schrijver van romans, dagboeken en essays.

## Levensloop
De jonge Jünger groeide eerst op in Hannover als zoon van een laborant, die later apotheker in Schwarzenberg werd en vervolgens een mijnbedrijf opende in Rehburg. Als achttienjarige werd hij vrijwilliger bij het Frans Vreemdelingenlegioen in Algerije, maar door zijn vader terug naar Duitsland gehaald. Jünger, uit een gezin van zeven kinderen, had een broer, Friedrich Georg Jünger, die dichter was en eveneens een conservatieve
signatuur droeg, maar gewoonlijk in de schaduw van Ernst stond. 
Ernst Jünger diende met volle overtuiging als soldaat in de Eerste Wereldoorlog, toen hij negentien jaar was; hij was een aanhanger van Nietzsche, in die zin dat de ervaring voor hem belangrijker was dan de rationele beschouwing van de wereld. Volgens Jünger moest men, teneinde te kunnen leven, gevaarlijk leven. Das abenteuerliche Herz drukt deze gedachtegang uit; wie sterk wil zijn, moet risico's nemen en offers durven brengen. De actie, opwinding en glorie van de oorlog vormden in Jüngers ogen de weg naar een verheffing van het individu, met een uiteindelijke verheffing van het volk tot gevolg. Zijn ervaringen uit de Eerste Wereldoorlog publiceerde hij onder de titel In Stahlgewittern (Nl. vertaling Oorlogsroes, vertaald door Nelleke van Maaren, De Arbeiderspers 2002): het is een verheerlijking van heroïsche dadendrang. Jünger ontving het IJzeren Kruis en de Pour le Mérite, en keerde als succesvolle officier, zij het met oorlogswonden, uit de oorlog in Vlaanderen en Frankrijk terug.
Jünger studeerde, na in de Reichswehr gediend te hebben, in 1923 zoölogie in Leipzig en Napels, maar voltooide zijn studie niet en huwde in 1925 met Gretha von Jeinsen.
De verheerlijking van de oorlog was geen exclusief fascistisch ideaal; het futurisme van Marinetti en sommige expressionisten zijn daarvan voorbeelden; wat Jünger betrof, lag de toekomst in de techniek en zou de wereld in latere tijden beheerst worden door een voortdurende strijd tussen gigantisch machtige mogendheden. Diegenen die een volk naar de overwinning konden leiden, waren de arbeiders; in Die totale Mobilmachung verkondigde Jünger zijn visie van de eendrachtige arbeiders die met behulp van 'metaal' de strijd konden aangaan. Qua stijl schreef Jünger buitengewoon beheerst, met elk woord goed afgewogen, en vanuit een beredeneerde terughoudendheid.
Men kan Jünger ondanks dit alles geen fascist noemen. Zijn vroege geschriften zijn in eerste instantie in wezen nihilistisch: wat moreel verantwoord is, doet er niet echt toe; de essentie van het 'avontuurlijk' leven bestaat bovenal uit het kunnen genieten van schoonheid. Dat maakt de intellectueel en de kunstenaar verheven: de goede mens is de esthetische mens, namelijk hij die de cultuur op adequate wijze kan appreciëren. Typerend voor de expressionistische literatuur uit de vroege twintigste eeuw is de politieke openheid ervan: Jünger is, zoals Nietzsche, unpolitisch. Jünger was een cultuuraristocraat, met een hoogst intellectualistische en elitaristische visie op de samenleving, maar stond afkerig tegenover een politieke invulling van zijn ideeën, zoals bleek na de machtsovername door de NSDAP in 1933.
Jüngers antimoderne opvattingen — zijn verzet tegen het 'gevoelloze' formalisme —, alsmede zijn enthousiaste voorliefde voor geweld en daadkracht, vielen bij de nazistische overheid in goede aarde; zij interpreteerden zijn elitaire houding als een rassengebaseerd streven naar Germaanse dominantie, niet rationeel gefundeerd maar zeer romantisch. Daarenboven liet Jünger zich enkele malen negatief over het Jodendom uit, wat meer koren op de molen van de nationaalsocialistische autoriteiten inhield. Toen de club van oorlogsveteranen in 1933 Joden verbood, stapte hij er onmiddellijk uit.
In mei 1933 verdreef minister Goebbels een reeks in ongenade gevallen schrijvers uit het bestuur van de Preußische Akademie der Künste, onder wie Thomas Mann, Alfred Döblin en Bertolt Brecht, teneinde te worden vervangen door auteurs die in het profiel van het Derde Rijk pasten. Ernst Jünger werd door het ministerie gevraagd zitting te nemen in dit instituut; in tegenstelling tot de uitgestotenen stond hij niet op een zwarte lijst, en werden zijn boeken niet verbrand. Jünger weigerde echter. Ook voor een aanbod in de Rijksdag zitting te nemen bedankte hij, met een huiszoeking door de Gestapo tot gevolg.

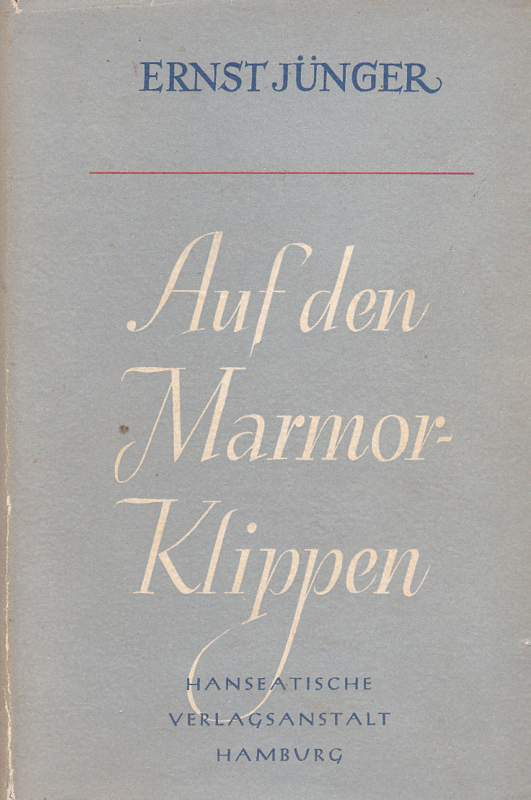
Auf den Marmorklippen

Naarmate de spanningen in de aanloop naar de Tweede Wereldoorlog opliepen, verliet de overgrote meerderheid van de niet-nationaalsocialistische auteurs Duitsland, en ook de gematigde conservatieven die waren gebleven, kregen het gestadig moeilijker hun stem te laten horen (zo verging het bijvoorbeeld Gottfried Benn); Jünger is evenwel steeds gebleven, ook tijdens de oorlog. Hij onderhield relatief goede contacten met personen van de Duitse overheid, bij wie hij bijwijlen zelfs bewondering en respect afdwong. Jünger werkte sinds 1939 opnieuw voor het leger; in Parijs stond hij als officier voor de Duitse Legercensuur in, en in 1942 moest hij toezicht houden op de troepen in de Kaukasus. Jünger hield van al deze verblijven dagboeken bij. In 1944 verhuisde hij naar Kirchhorst. Na de oorlog had hij eerst een publicatieverbod omdat hij weigerde mee te werken aan de denazificatie door de geallieerden en Sovjets die hij van gruwelijkheden en overwinnaarswraak beschuldigde; hij vestigde zich in Wilflingen en hertrouwde twee jaar na de dood van zijn eerste vrouw in 1962 met Liselotte Lohrer. Hij ontving nog de Schillerpreis en de Goethepreis.
Een opmerkelijke roman van Jünger is Auf den Marmorklippen, die net vóór de oorlog gepubliceerd werd en goedgekeurd. Het is een parabel over een kleine kolonie van een monnik, die bedreigd wordt door een barbaarse buitenwereld waar chaos heerst. Voor de goede verstaander is het duidelijk dat Jünger hier de grens trekt tussen zijn eigen maatschappijvisie, een esthetische, beschaafde maar assertieve gemeenschap van gecultiveerden, en het rijk van de grote, cultuurloze barbaar, met wie Hitler bedoeld wordt. De roman is echter dusdanig barok, weelderig en omfloerst geschreven, dat deze — nochtans onloochenbaar aanwezige — allegorie niet direct duidelijk is. Jünger verschalkte met deze roman ironischerwijze de nazistische censuur, terwijl hijzelf tijdens de oorlog in Parijs voor de censuur zou instaan. Het feit dat Jünger hier, in 1939, duidelijk afstand neemt van het nationaalsocialisme heeft later aanzienlijk bijgedragen tot zijn ambigue imago.
In 1984 sprak hij bij het Memoriaal in Verdun, bij de Verzoeningsplechtigheid, samen met François Mitterrand en Helmut Kohl. De Franse president en de Duitse kanselier bezochten samen Jünger op 20 juli 1993 in Wilfingen. Mitterrand had hem ook al bezocht in 1984 en ontving hem nog op het Elysee in 1993.
Twee jaar voor zijn dood, op 26 september 1996, bekeerde Ernst Jünger zich, uit volle overtuiging maar zonder er ruchtbaarheid aan te geven, tot de Rooms-Katholieke Kerk; voor zijn dood ontving hij de sacramenten van de stervenden (biecht en heilig oliesel). Jünger had in zijn complexe en dynamische leven vele filosofische, politieke en religieuze stromingen zien passeren, maar schreef in privénotities dat het katholieke geloof en het christendom als geheel hem sinds de jaren twintig nooit los hadden gelaten.

## Beoordeling

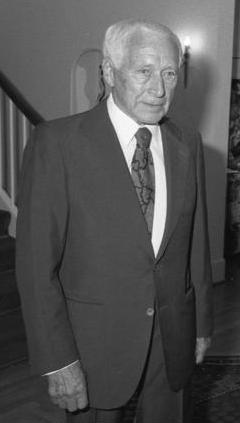
Jünger in 1986

Ernst Jünger is waarschijnlijk de meest omstreden Duitse auteur van de twintigste eeuw. Als conservatief schrijver, die een overtuigd militarist was en er elitaire denkbeelden op nahield, was hij desalniettemin zeer consequent in zijn positie ten opzichte van het nationaalsocialisme: zonder zich er daadwerkelijk tegen te verzetten, wees hij het toch af. Politiek activisme druiste in tegen zijn patricische persoonlijkheid.
Een van de belangrijkste verdiensten van Ernst Jünger schuilt in zijn vele dagboeken; hij is 102 jaar oud geworden en heeft dus buitengewoon veel in de wereld zien veranderen. Zijn dagboeken geven uitgebreid commentaar op technologische ontwikkelingen zoals gentechnologie en nucleaire oorlogvoering. Met de jaren ging Jünger zich steeds sterker op de natuur richten; hij was op zoek naar een algemene levenswijsheid, losgekoppeld van de materiële gang van zaken in de wereld. Hij werd in toenemende mate een utopist. Op de kritiek die jegens hem geuit werd in verband met zijn dubbelzinnige houding tijdens het nazisme, reageerde hij nauwelijks. In het bijzonder zijn oorlogsdagboeken geven een goed inzicht in het leven in het Derde Rijk, en men krijgt weleens de indruk dat Jünger voortdurend spotte met de hele situatie; zo beschrijft hij bijvoorbeeld een welbepaald bombardement tijdens de oorlog als een bijzonder geslaagd vuurwerk, waarnaar hij gelaten stond te kijken met een glaasje sekt in de hand. Anderzijds geeft hij vaak onverholen kritiek op de bizarre oorlogsomstandigheden:
Het is overigens instructief een assortiment mensen, zoals bijvoorbeeld op die zonderlinge bijeenkomst van nationaal-revolutionairen bij Kreitz in de Eichhof, nu verwikkeld te zien in Europese en wereldwijde zaken. Je ziet wat er zo aan kiemen in de mens zit, bijvoorbeeld de tiran in de kleine boekhouder of de massamoordenaar in de belachelijke opsnijder. Het schouwspel is zeldzaam, want voor de ontwikkeling van zulke kiemen zijn buitengewone omstandigheden nodig. Merkwaardig is het ook mislukkelingen en literaten, van wie je je nog net het wilde nachtelijk gezwets herinnert, terug te vinden als gebieders, als heersers wier woord wet is. Af en toe worden zelfs de vaagste dromen werkelijkheid. Echter: Sancho Panza als stadhouder van Barataria nam zichzelf tenminste niet serieus - dat is juist het plezierige van hem.— Parijs dagboek 1941-1943
Nog duidelijker blijkt zijn verbijstering en afkeer uit de volgende anekdote:
Vanochtend bij Speidel, in wiens antichambre het dringen was wegens verlofpasjes voor de zondag. Hij was net terug uit het hoofdkwartier en liet mij zijn notities in de akten zien. Zij wijzigen mijn opvattingen dat de tendens tot vernietiging, het streven naar fusilleren, uitroeien en uithongeren algemeen-nihilistische tijdsverschijnselen zijn. Dat zijn ze natuurlijk óók, maar achter de scholen haringen treden haaien op als drijvers. Het lijdt geen twijfel dat er individuele personen leven die voor het bloed van miljoenen verantwoordelijk zijn. En die trekken eropuit om bloed te vergieten, als tijgers. Nog helemaal afgezien van de plebejische instincten is in hen heel sterk een satanische wil, een kil genieten van de ondergang van mensen, en misschien zelfs van de mensheid, aan het werk. Een diep lijden lijkt hen te overvallen, een jammerende ergernis, wanneer ze voelen dat een of andere kracht hen zou willen tegenhouden om zoveel mensen te verslinden als hun begeerte dicteert. Men ziet immers dat ze ook aandringen op massamoord waar dat twijfelachtig lijkt en zelfs waar het strijdig is met hun eigen veiligheid. Verschrikkelijk was wat Jodl daar had gezegd over Kniébolo's [dat wil zeggen Hitlers] plannen.
Zijn esthetische kijk op het leven heeft hoe dan ook een uitgesproken morele basis:
Over de slechte stijl. Die wordt het best zichtbaar in zedelijk verband, bijvoorbeeld wanneer zo'n scribent misdrijven als het fusilleren van gijzelaars wil goedpraten. Dat is veel erger, veel opvallender dan enige esthetische overtreding. De stijl berust nu eenmaal in diepste zin op gerechtigheid. Alleen de rechtvaardige kan dan ook weten hoe men het woord, hoe men de zin moet wikken. Om die reden zal men de beste pennen nooit in dienst van de slechte zaak zien.
Jünger was veeleer een esthetisch dan een politiek dier; in de jaren 80 genoot hij een zekere rehabilitatie, doordat men hem met het postmodernisme in verband bracht: zijn politieke onverschilligheid en eigenzinnige distantiëring van de werkelijkheid maken hem inderdaad tot een voorloper van deze stroming.
Jünger was daarnaast geen onverdienstelijk entomoloog. Hij schreef ook enkele wetenschappelijke verhandelingen, maar deze hebben weinig aandacht gekregen.

## Werken (selectie)
- 1920: In Stahlgewittern. Aus dem Tagebuch eines Stoßtruppführers (Ned. Oorlogsroes, Arbeiderspers, 2002)
- 1922: Der Kampf als inneres Erlebnis (essay)
- 1923: Sturm (Ned.: Luitenant Sturm, Arbeiderspers, 2009)
- 1925: Das Wäldchen 125
- 1925: Feuer und Blut
- 1929: Das abenteuerliche Herz (essay) (Ned. Het Avontuurlijke Hart, De Lage Landen N.V., 1943)
- 1931: Die totale Mobilmachung (essay)
- 1932: Der Arbeiter, Herrschaft und Gestalt (essay) (Ned. De Arbeider, Aspekt, 2008)
- 1934: Über den Schmerz (essay)
- 1936: Afrikanische Spiele
- 1939: Auf den Marmorklippen (Ned. Op de marmerklippen. Aspekt, 1999)
- 1942: Gärten und Straßen
- 1943: Myrdun. Briefe aus Norwegen
- 1949: Heliopolis. Rückblick auf eine Stadt (herzien in 1965)
- 1949: Strahlungen (dagboeken, herzien in 1955)
- 1951: Der Waldgang (essay) (Ned. Het woud als toevlucht, F.G. Kroonder, 1953)
- 1957: Gläserne Bienen
- 1959: An der Zeitmauer
- 1967: Subtile Jagden (essay)
- 1974: Zahlen und Götter (essay)
- 1975: Ausgewählte Erzählungen
- 1977: Eumeswil
- 1979: Das erster Pariser Tagebuch / Kaukasische Aufzeichnungen (Ned. Parijs dagboek 1941-1943, De Arbeiderspers, 1986)
- 1979: Das zweite Pariser Tagebuch (Ned. Parijs dagboek 1943-1944, De Arbeiderspers 1988)
- 1987: Zwei Mal Halley (essay)

- Bibsys: 90051211
- Biblioteca Nacional de España: XX902729
- Bibliothèque nationale de France: cb11908854x (data)
- Catàleg d'autoritats de noms i títols de Catalunya: 981058508822306706
- CiNii: DA00111941
- Digitale Bibliotheek voor de Nederlandse Letteren: jung002
- Gemeinsame Normdatei: 118558587
- International Standard Name Identifier: 0000 0001 2276 4229
- Library of Congress Control Number: n50038756
- Nationale Bibliotheek van Letland: 000029399
- MusicBrainz: 271ee9ff-aae5-4a3c-b440-426e35c66134
- Bibliotheek van het Japanse parlement: 00444993
- Nationale Bibliotheek van Tsjechië: jn19990004119
- Nationale bibliotheek van Australië: 35256055
- Nationale Bibliotheek van Israël: 987007263449605171
- Nationale Bibliotheek van Polen: a0000001179393
- Nationale en Universitaire bibliotheek Zagreb: 000016629
- Nederlandse Thesaurus van Auteursnamen: 068858485
- Réseau des bibliothèques de Suisse occidentale: 02-A000096322
- Istituto Centrale per il Catalogo Unico: CFIV010922
- LIBRIS: 192043
- SNAC: w60v8z76
- Système universitaire de documentation: 02693857X
- Trove: 884601
- Virtual International Authority File: 12310323
- WorldCat: E39PBJwHj6jBcgkRx9qXqg8cT3